# Clyde Turner
Clyde Douglas Turner, detto Bulldog (Plains, 10 marzo 1919 – Gatesville, 30 ottobre 1998), è stato un giocatore di football americano statunitense che ha gioca nei ruoli di centro e linebacker per tutta la carriera con i Chicago Bears della National Football League (NFL). Al college ha giocato a football alla Hardin-Simmons University. È stato inserito nella Pro Football Hall of Fame nel 1966.

## Carriera professionistica
Turner fu scelto nel corso del primo giro del Draft NFL 1940 dai Chicago Bears, non accogliendo tuttavia la selezione con soddisfazione. Egli infatti affermò che i Detroit Lions l'avrebbero pagato 200 dollari per "sistemarsi i denti", rifiutando le proposte di altre squadre. I Detroit Lions furono multati di 5.000 dollari per comportamento scorretto e Chicago trovò un grande giocatore sia in attacco che in difesa.
Clyde "Bulldog" Turner era dotato di grossa stazza per i suoi tempi, ma era anche rapido e intelligente. Fu inserito sei volte nella formazione ideale della stagione All-Pro come centro e fu anche un ottimo linebacker, mettendo a segno quattro intercetti in cinque finali di campionato disputate coi Bears (quattro delle quali vinte). Nel 1942 guidò la lega con 8 intercetti. Il compagno di squadra George Musso una volta disse di Bulldog: "Chi sa che giocatore avrebbe potuto diventare se avesse avuto la possibilità di riposare durante le partite?".  Il numero 66 è stato ritirato in suo onore dai Bears.

## Vittorie e premi
- (4) Campione NFL (1940, 1941, 1943, 1946)
- (2) NFL All-Star (1940, 1941)
- (2) Pro Bowl (1950, 1951)
- (8) All-Pro (1940, 1941, 1942, 1943, 1944, 1946, 1947, 1948)
- Leader della NFL in intercetti (1942)
- Formazione ideale della NFL degli anni 1940
- Numero 66 ritirato dai Chicago Bears
- Pro Football Hall of Fame (classe del 1966)
- College Football Hall of Fame

## Statistiche
| Partite totali    | 138 |
| Intercetti        | 17  |
| Fumble recuperati | 5   |